# Campionato mondiale maschile di hockey su pista Milano 1955
Il Campionato mondiale di hockey su pista 1955 (in inglese 1955 Roller Hockey World Cup) è stata l'undicesima edizione della massima competizione per le rappresentative di hockey su pista maschili maggiori e fu organizzata dalla Fédération Internationale de Roller Sports. La competizione si svolse dal 14 al 21 maggio 1955 a Milano in Italia; altri sedi furono le città di Modena, Monza, Novara, Pistoia e Trieste. 
La vittoria finale è andata alla nazionale della Spagna che si è aggiudicata il torneo per la terza volta nella sua storia.
Il torneo fu valido anche come 21ª edizione del campionato europeo.

## Formula
Il campionato del mondo 1954 vide la partecipazione di quattordici squadre nazionali e per la seconda volta fu strutturato in due fasi distinte. Nella prima fase le squadre furono divise in quattro gironi (due da quattro e due da tre); tali gironi furono organizzati tramite un girone all'italiana con gare di sola andata; erano assegnati due punti per l'incontro vinto, un punto a testa per l'incontro pareggiato e zero la sconfitta. Al termine della prima fase le prime due selezioni nazionali di ogni gruppo disputarono un girone finale con la medesima formula della prima fase; la squadra prima classificata del girone finale venne proclamata campione del Mondo.

## Squadre partecipanti
| Squadra        | Part. Nº | Partecipazioni precedenti al torneo                             |
| -------------- | -------- | --------------------------------------------------------------- |
| Belgio         | 11       | 1936, 1939, 1947, 1948, 1949, 1950, 1951, 1952, 1953, 1954      |
| Cile           | 2        | 1954                                                            |
| Danimarca      | 5        | 1951, 1952, 1953, 1954                                          |
| Francia        | 11       | 1936, 1939, 1947, 1948, 1949, 1950, 1951, 1952, 1953, 1954      |
| Germania Ovest | 7        | 1936, 1939, 1950, 1951, 1953, 1954                              |
| Inghilterra    | 11       | 1936, 1939, 1947, 1948, 1949, 1950, 1951, 1952, 1953, 1954      |
| Irlanda        | 4        | 1951, 1953, 1954                                                |
| Italia         | 11       | 1936, 1939, 1947, 1948, 1949, 1950, 1951, 1952, 1953, 1954      |
| Jugoslavia     | 1        | Esordiente                                                      |
| Norvegia       | 2        | 1954                                                            |
| Paesi Bassi    | 8        | 1948, 1949, 1950, 1951, 1952, 1953, 1954                        |
| Portogallo     | 11       | 10 (1936, 1939, 1947, 1948, 1949, 1950, 1951, 1952, 1953, 1954) |
| Spagna         | 9        | 8 (1947, 1948, 1949, 1950, 1951, 1952, 1953, 1954)              |
| Svizzera       | 11       | 10 (1936, 1939, 1947, 1948, 1949, 1950, 1951, 1952, 1953, 1954) |

Nota bene: nella sezione "partecipazioni precedenti al torneo" le date in grassetto indicano la squadra che ha vinto quell'edizione del torneo

## Svolgimento del torneo

### Prima fase

#### Girone A

##### Classifica finale
| Pos | Squadra   | Pt | G | V | N | P | GF | GS | DG  |
| --- | --------- | -- | - | - | - | - | -- | -- | --- |
| 1.  | Spagna    | 6  | 3 | 3 | 0 | 0 | 19 | 3  | +16 |
| 2.  | Cile      | 3  | 3 | 1 | 1 | 1 | 15 | 4  | +11 |
| 3.  | Francia   | 3  | 3 | 1 | 1 | 1 | 13 | 9  | +4  |
| 4.  | Danimarca | 0  | 3 | 0 | 0 | 3 | 1  | 32 | -31 |

##### Risultati
| Modena 14 maggio 1955 | Danimarca | 0 – 10 | Francia |  |

| Modena 14 maggio 1955 | Cile | 1 – 2 | Spagna |  |

| Modena 15 maggio 1955 | Cile | 12 – 0 | Danimarca |  |

| Modena 15 maggio 1955 | Spagna | 7 – 1 | Francia |  |

| Modena 15 maggio 1955 | Danimarca | 1 – 10 | Spagna |  |

| Modena 15 maggio 1955 | Cile | 2 – 2 | Francia |  |

#### Girone B

##### Classifica finale
| Pos | Squadra        | Pt | G | V | N | P | GF | GS | DG  |
| --- | -------------- | -- | - | - | - | - | -- | -- | --- |
| 1.  | Portogallo     | 4  | 2 | 1 | 1 | 0 | 10 | 2  | +8  |
| 2.  | Germania Ovest | 4  | 2 | 1 | 1 | 0 | 5  | 2  | +3  |
| 3.  | Paesi Bassi    | 0  | 2 | 0 | 0 | 2 | 0  | 11 | -11 |

##### Risultati
| Trieste 14 maggio 1955 | Germania Ovest | 2 – 2 | Portogallo |  |

| Trieste 15 maggio 1955 | Germania Ovest | 3 – 0 | Paesi Bassi |  |

| Trieste 15 maggio 1955 | Paesi Bassi | 0 – 8 | Portogallo |  |

#### Girone C

##### Classifica finale
| Pos | Squadra  | Pt | G | V | N | P | GF | GS | DG  |
| --- | -------- | -- | - | - | - | - | -- | -- | --- |
| 1.  | Italia   | 4  | 2 | 2 | 0 | 0 | 13 | 1  | +12 |
| 2.  | Svizzera | 2  | 2 | 1 | 0 | 1 | 11 | 6  | +5  |
| 3.  | Irlanda  | 0  | 2 | 0 | 0 | 2 | 1  | 18 | -17 |

##### Risultati
| Novara 14 maggio 1955 | Irlanda | 0 – 8 | Italia |  |

| Novara 15 maggio 1955 | Irlanda | 1 – 10 | Svizzera |  |

| Novara 15 maggio 1955 | Italia | 5 – 1 | Svizzera |  |

#### Girone D

##### Classifica finale
| Pos | Squadra     | Pt | G | V | N | P | GF | GS | DG  |
| --- | ----------- | -- | - | - | - | - | -- | -- | --- |
| 1.  | Belgio      | 6  | 3 | 3 | 0 | 0 | 22 | 4  | +18 |
| 2.  | Inghilterra | 4  | 3 | 2 | 0 | 1 | 16 | 7  | +9  |
| 3.  | Norvegia    | 1  | 3 | 0 | 1 | 2 | 4  | 17 | -13 |
| 4.  | Jugoslavia  | 1  | 3 | 0 | 1 | 2 | 5  | 19 | -14 |

##### Risultati
| Monza 14 maggio 1955 | Inghilterra | 7 – 1 | Norvegia |  |

| Monza 14 maggio 1955 | Belgio | 10 – 1 | Jugoslavia |  |

| Monza 15 maggio 1955 | Inghilterra | 7 – 2 | Jugoslavia |  |

| Monza 15 maggio 1955 | Belgio | 8 – 1 | Norvegia |  |

| Monza 15 maggio 1955 | Jugoslavia | 2 – 2 | Norvegia |  |

| Monza 15 maggio 1955 | Belgio | 4 – 2 | Inghilterra |  |

### Fase finale

#### Girone 1º - 8º posto

##### Classifica finale
| Pos | Squadra        | Pt | G | V | N | P | GF | GS | DG  |
| --- | -------------- | -- | - | - | - | - | -- | -- | --- |
| 1.  | Spagna         | 13 | 7 | 6 | 1 | 0 | 23 | 7  | +16 |
| 2.  | Italia         | 12 | 7 | 6 | 0 | 1 | 17 | 5  | +12 |
| 3.  | Portogallo     | 11 | 7 | 5 | 1 | 1 | 25 | 14 | +11 |
| 4.  | Svizzera       | 8  | 7 | 4 | 0 | 3 | 17 | 14 | +3  |
| 5.  | Cile           | 4  | 7 | 2 | 0 | 5 | 9  | 17 | -8  |
| 6.  | Belgio         | 3  | 7 | 1 | 1 | 5 | 5  | 17 | -12 |
| 7.  | Germania Ovest | 3  | 7 | 1 | 1 | 5 | 11 | 25 | -14 |
| 8.  | Inghilterra    | 2  | 7 | 0 | 2 | 5 | 14 | 22 | -8  |

#### Risultati
| Milano 17 maggio 1955 | Cile | 1 – 3 | Spagna | Palazzo dello Sport |

| Milano 17 maggio 1955 | Belgio | 1 – 5 | Svizzera | Palazzo dello Sport |

| Milano 17 maggio 1955 | Inghilterra | 2 – 3 | Italia | Palazzo dello Sport |

| Milano 17 maggio 1955 | Germania Ovest | 2 – 5 | Portogallo | Palazzo dello Sport |

| Milano 18 maggio 1955 | Belgio | 1 – 3 | Portogallo | Palazzo dello Sport |

| Milano 18 maggio 1955 | Inghilterra | 0 – 2 | Svizzera | Palazzo dello Sport |

| Milano 18 maggio 1955 | Germania Ovest | 0 – 5 | Spagna | Palazzo dello Sport |

| Milano 18 maggio 1955 | Cile | 0 – 3 | Italia | Palazzo dello Sport |

| Milano 18 maggio 1955 | Spagna | 4 – 1 | Svizzera | Palazzo dello Sport |

| Milano 18 maggio 1955 | Germania Ovest | 3 – 3 | Inghilterra | Palazzo dello Sport |

| Milano 18 maggio 1955 | Italia | 1 – 0 | Portogallo | Palazzo dello Sport |

| Milano 18 maggio 1955 | Belgio | 0 – 2 | Cile | Palazzo dello Sport |

| Milano 19 maggio 1955 | Germania Ovest | 3 – 4 | Svizzera | Palazzo dello Sport |

| Milano 19 maggio 1955 | Cile | 1 – 4 | Portogallo | Palazzo dello Sport |

| Milano 19 maggio 1955 | Belgio | 0 – 2 | Italia | Palazzo dello Sport |

| Milano 19 maggio 1955 | Spagna | 3 – 1 | Inghilterra | Palazzo dello Sport |

| Milano 19 maggio 1955 | Germania Ovest | 1 – 2 | Belgio | Palazzo dello Sport |

| Milano 19 maggio 1955 | Cile | 2 – 1 | Inghilterra | Palazzo dello Sport |

| Milano 19 maggio 1955 | Italia | 2 – 1 | Svizzera | Palazzo dello Sport |

| Milano 19 maggio 1955 | Spagna | 3 – 3 | Portogallo | Palazzo dello Sport |

| Milano 20 maggio 1955 | Cile | 2 – 4 | Svizzera | Palazzo dello Sport |

| Milano 20 maggio 1955 | Inghilterra | 6 – 8 | Portogallo | Palazzo dello Sport |

| Milano 20 maggio 1955 | Germania Ovest | 0 – 5 | Italia | Palazzo dello Sport |

| Milano 20 maggio 1955 | Belgio | 0 – 3 | Spagna | Palazzo dello Sport |

| Milano 21 maggio 1955 | Germania | 2 – 1 | Cile | Palazzo dello Sport |

| Milano 21 maggio 1955 | Portogallo | 2 – 0 | Svizzera | Palazzo dello Sport |

| Milano 21 maggio 1955 | Belgio | 1 – 1 | Inghilterra | Palazzo dello Sport |

| Milano 21 maggio 1955 | Spagna | 2 – 1 | Italia | Palazzo dello Sport |

#### Girone 9º - 14º posto

##### Classifica finale
| Pos | Squadra     | Pt | G | V | N | P | GF | GS | DG  |
| --- | ----------- | -- | - | - | - | - | -- | -- | --- |
| 9.  | Paesi Bassi | 9  | 5 | 4 | 1 | 0 | 29 | 9  | +20 |
| 10. | Francia     | 7  | 5 | 3 | 1 | 1 | 13 | 5  | +8  |
| 11. | Jugoslavia  | 6  | 5 | 3 | 0 | 2 | 8  | 6  | +2  |
| 12. | Irlanda     | 5  | 5 | 2 | 1 | 2 | 13 | 7  | +6  |
| 13. | Norvegia    | 3  | 5 | 1 | 1 | 3 | 7  | 11 | -4  |
| 14. | Danimarca   | 0  | 5 | 0 | 0 | 5 | 1  | 33 | -32 |

#### Risultati
| Pistoia 17 maggio 1955 | Francia | 3 – 3 | Paesi Bassi |  |

| Pistoia 17 maggio 1955 | Danimarca | 0 – 4 | Jugoslavia |  |

| Pistoia 17 maggio 1955 | Irlanda | 1 – 1 | Norvegia |  |

| Pistoia 18 maggio 1955 | Francia | 1 – 0 | Norvegia |  |

| Pistoia 18 maggio 1955 | Danimarca | 1 – 11 | Paesi Bassi |  |

| Pistoia 18 maggio 1955 | Jugoslavia | 0 – 3 | Irlanda |  |

| Pistoia 19 maggio 1955 | Danimarca | 0 – 7 | Francia |  |

| Pistoia 19 maggio 1955 | Paesi Bassi | 4 – 1 | Irlanda |  |

| Pistoia 19 maggio 1955 | Jugoslavia | 1 – 0 | Norvegia |  |

| Pistoia 20 maggio 1955 | Danimarca | 0 – 4 | Norvegia |  |

| Pistoia 20 maggio 1955 | Francia | 2 – 1 | Irlanda |  |

| Pistoia 20 maggio 1955 | Jugoslavia | 2 – 3 | Paesi Bassi |  |

| Pistoia 21 maggio 1955 | Danimarca | 0 – 7 | Irlanda |  |

| Pistoia 21 maggio 1955 | Jugoslavia | 1 – 0 | Francia |  |

| Pistoia 21 maggio 1955 | Paesi Bassi | 8 – 2 | Norvegia |  |

## Campionato europeo
Il torneo fu valido anche come ventunesima edizione dei campionati europei e venne utilizzata la graduatoria finale del campionato mondiale per determinare le posizioni in classifica. La Spagna si aggiudicò per la terza volta il torneo continentale.
| Classifica | Nazionale          |
| ---------- | ------------------ |
| Oro        | Spagna (3º titolo) |
| Argento    | Italia             |
| Bronzo     | Portogallo         |
| 4          | Svizzera           |
| 5          | Belgio             |
| 6          | Germania Ovest     |
| 7          | Inghilterra        |
| 8          | Paesi Bassi        |
| 9          | Francia            |
| 10         | Jugoslavia         |
| 11         | Irlanda            |
| 12         | Norvegia           |
| 13         | Danimarca          |